# Woolwich (Maine)
Woolwich – miasto w Stanach Zjednoczonych, w stanie Maine, w hrabstwie Sagadahoc.